# Otus longicornis
Лузонская сплюшка, или  Лузонская горная совка, или  Совка горная с острова Лузон (Otus longicornis (лат.)) — вид птиц рода совок семейства совиных. Подвидов не выделяют.

## Описание
Представители данного вида достигают в длину от 18 до 19 сантиметров. Глаза ярко-жёлтые. Когти серого цвета.

## Популяция
Популяция представителей данного вида уменьшается.

## Рацион
Основная пища — насекомые.

## Распространение
Вид является эндемиком острова Лусон на севере Филиппин.

## Продолжительность поколения
Продолжительность поколения представителей вида Otus longicornis составляет 3,7 года.